# Državna himna Bosne i Hercegovine
Državna himna Bosne i Hercegovine nekad zvana i Intermezzo je državna himna Bosne i Hercegovine. Dušan Šestić je skladao glazbu.

## Prvi natječaj
Polovinom 1998. godine Ured visokog predstavnika raspisao je javni natječaj za himnu. Pristiglo je oko 80 radova, a stručno povjerenstvo je tri rada preporučilo Parlamentarnoj skupštini Bosne i Hercegovine.
Zastupnički dom je 10. veljače 1999. odlučio da Intermeco bude nova himna, ali Dom naroda nije usvojio zakon u istovjetnom tekstu. To je izazvalo reakciju tadašnjeg visokog predstavnika Carlosa Westendorpa: Bonnskim ovlastima je 25. lipnja 1999. donio Zakon o državnoj himni. Zakon propisuje glazbu, ne i tekst. Objavljen je u Službenom glasniku BiH (br. 19/01.) četiri dana kasnije, a službena primjena počela je od 7. srpnja.
Time je zamijenjena himna Jedna si jedina koja se neslužbeno koristila na prilikama poput nogometnih utakmica. Za razlog se spominje navodnog isključivanje spominjanja Hrvata i Srba u tekstu, iako sam tekst ne spominje ni jedan bosanskohercegovački narod.

## Drugi natječaj (za tekst)
Natječaj za tekst himne otvoren je 20. lipnja 2008., a zadnji rok za prijavu prijedloga bio je 1. listopada. Pristiglo je 339 radova, a posebno oformljeno povjerenstvo odabralo je dva. Pobjednički rad napisali su skladatelj himne Dušan Šestić i Benjamin Isović. Međutim, tekst nije prihvaćen u parlamentarnoj proceduri.